# Lisztstraße (Weimar)

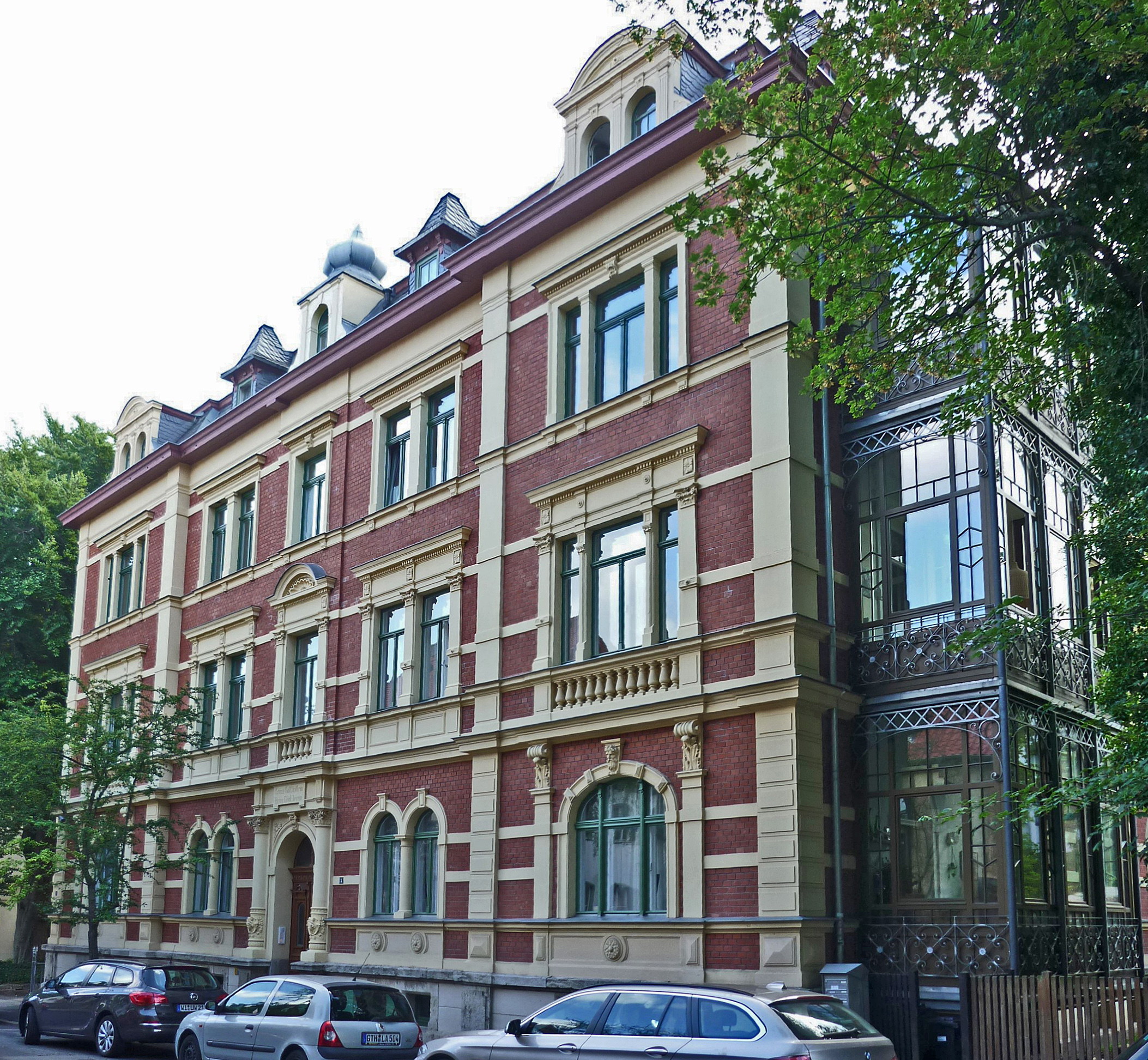
Lisztstraße 3/5

Nicht nur die Hochschule für Musik Franz Liszt Weimar trägt den Namen des berühmten Komponisten Franz Liszt in Weimar bzw. das Liszt-Haus Weimar, sondern auch eine Straße in der Westvorstadt wird seit 1887 Lisztstraße genannt. Sie verläuft von der Steubenstraße, geht u. a. über die Trierer Straße und endet an der Gutenbergstraße.
Die Lisztstraße weist einige zum Teil opulent verzierte Gebäude aus der Gründerzeit auf. Die Lisztstraße 21 ist das Geburtshaus von René Halkett, der eigentlich Albrecht Georg Friedrich Freiherr von Fritsch hieß. Sein Geburtsdatum war der 5. Februar 1900. In der Lisztstraße 18 b wohnte Karl Linzen. Im gleichen Haus wohnte, nachdem er in der Südstraße 3 a (Wilhelm-Külzstraße) ansässig war, der Geograph und Kartograph Julius Iwan Kettler. Die Lisztstraße 4 ist die ehemalige Villa Alvary. Die Lisztstraße 11 ist die Galerie escalier.
Die gesamte Lisztstraße steht auf der Liste der Kulturdenkmale in Weimar (Sachgesamtheiten und Ensembles). Einige Wohn- und Geschäftshäuser stehen zudem auf der Liste der Kulturdenkmale in Weimar (Einzeldenkmale).
In der Lisztstraße 1 gibt es die Liszt-Apotheke.